# Rhyacophila chugalungpa
Rhyacophila chugalungpa är en nattsländeart som beskrevs av Schmid 1970. Rhyacophila chugalungpa ingår i släktet Rhyacophila och familjen rovnattsländor. Inga underarter finns listade i Catalogue of Life.